# Kommando Nowotny

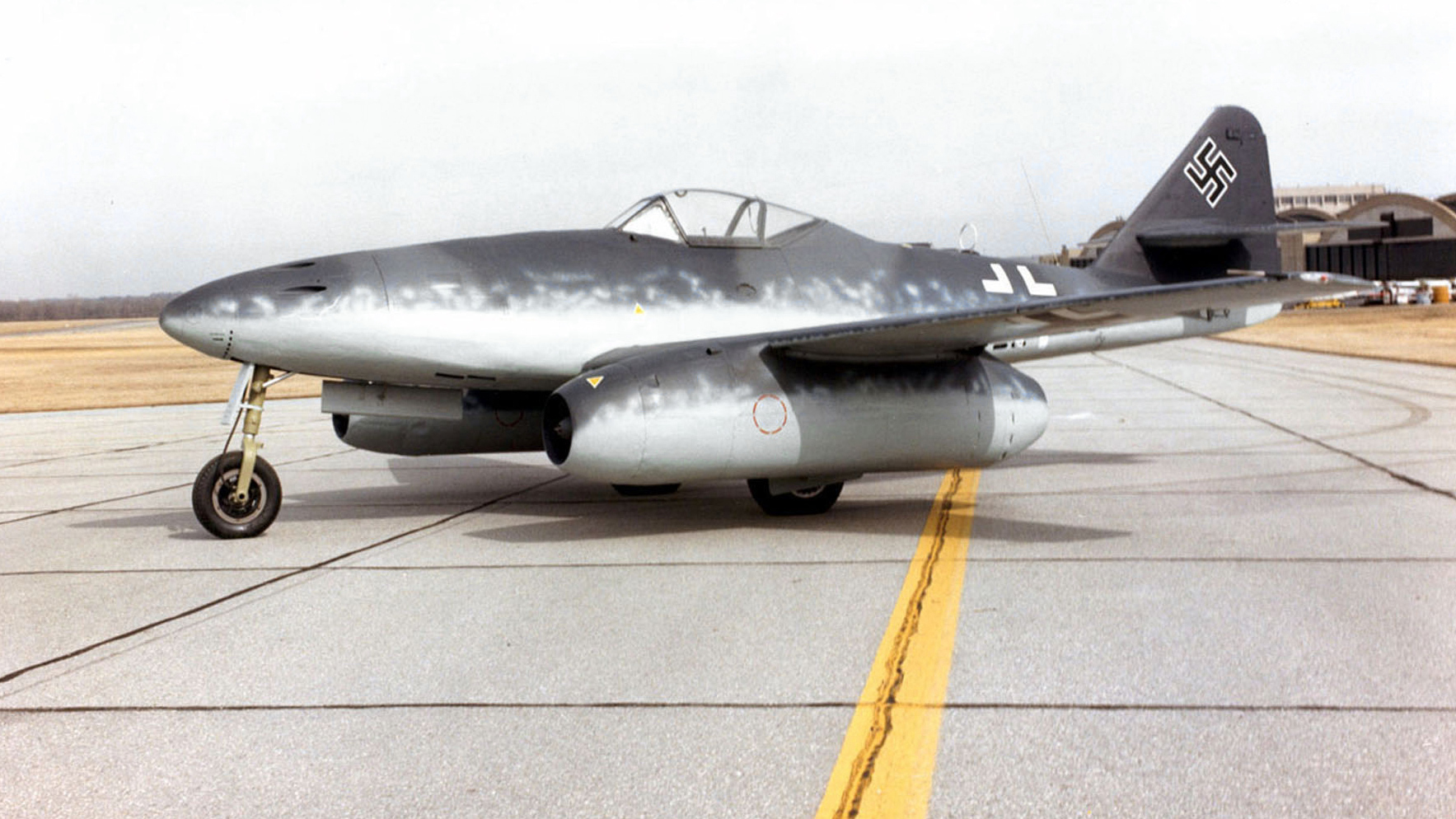
Un Messerschmitt Me 262.

Le Kommando Nowotny est un groupe de chasse (Gruppe) de la Luftwaffe formé pendant les derniers mois de la Seconde Guerre mondiale pour tester et établir des tactiques pour le chasseur à réaction Messerschmitt Me 262.
Il a été commandé par Walter Nowotny (du 26 septembre au 8 novembre 1944) — qui lui donne son nom — puis Erich Hohagen (du 8 au 19 novembre 1944). Elle est par la suite intégrée au Jagdgeschwader 7.
Le bilan du groupe reste limité, de par sa nature expérimentale. 22 victoires sur des ennemis sont revendiqués pour une perte de 26 chasseurs Me 262.